# Ranquitte
Ranquitte (em crioulo, Rankit), é uma comuna do Haiti, situada no departamento do Norte e no arrondissement de Saint-Raphaël. De acordo com o censo de 2003, sua população total é de 18.197 habitantes.